# Ruilkaartspel

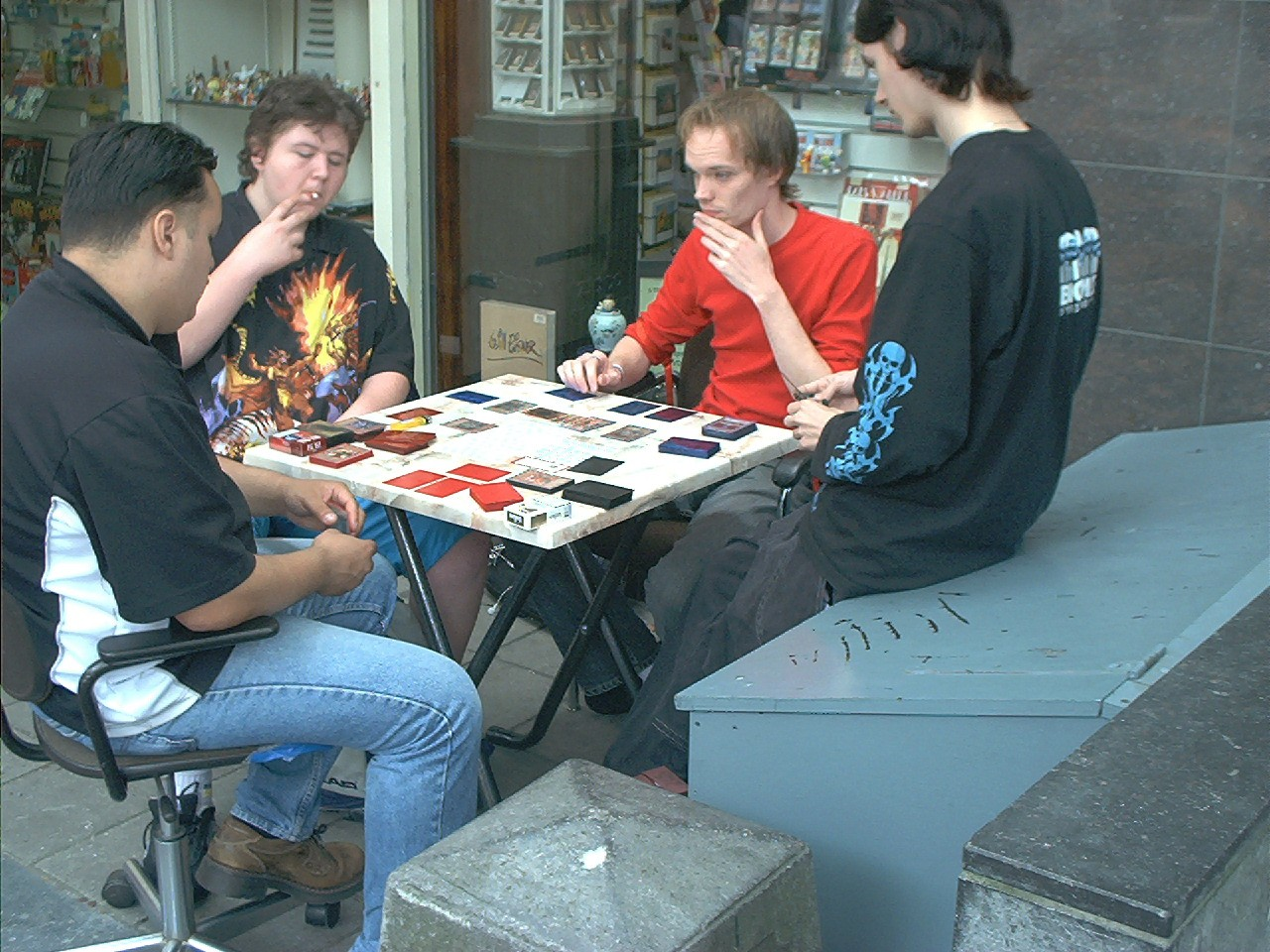
Vier spelers van het ruilkaartspel Yu-Gi-Oh!

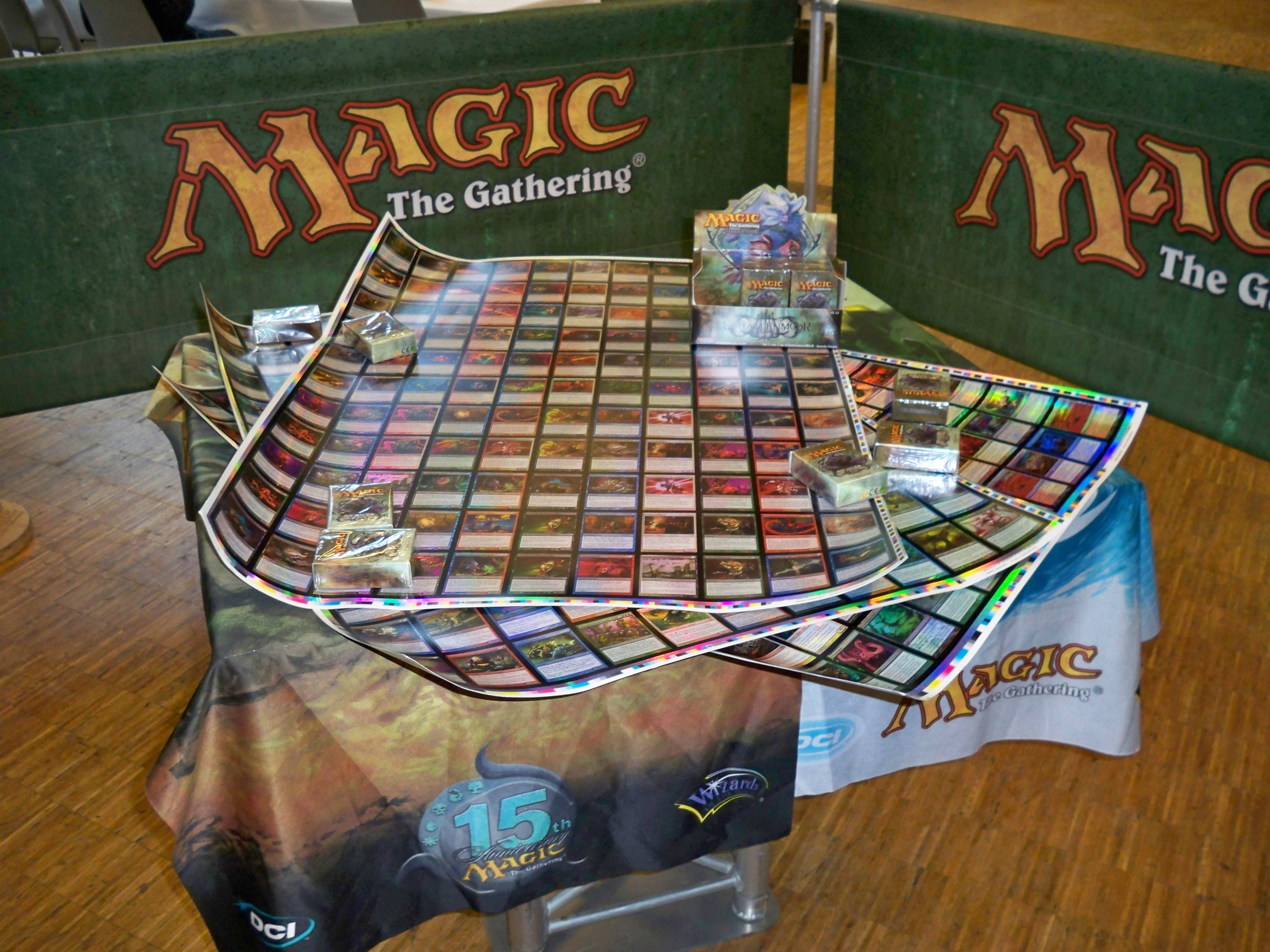
Printplaten van Magic: The Gathering-kaarten

Ruilkaartspellen (Engels: Collectible card games, CCG's, ook wel trading card games, TCG's) of verzamelkaartspellen zijn spellen die gespeeld worden met speciaal ontworpen reeksen kaarten. Terwijl ruilkaarten al langer rond gaan, combineren ruilkaartspellen verzamelen en strategie. 
Het eerste verzamelbare kaartspel was The Base Ball Card Game, gemaakt door Allegheny Card Co. en geregistreerd op 5 april 1904. Het moderne concept van ruilkaartspellen werd voor het eerst voorgesteld in Magic: The Gathering, ontworpen door Richard Garfield en gepubliceerd door Wizards of The Coast in 1993.
Een kenmerkende eigenschap aan dit soort spellen is dat spelers kaarten in aanvullingssets kunnen bijkopen met vaak een willekeurige selectie kaarten, waardoor volgens critici mensen blootgesteld worden aan een dwang om meer kaarten te kopen om de kansen te vergroten om de door hen gewilde kaarten te bemachtigen. Het is uiteraard ook mogelijk om losse kaarten te ruilen of te kopen.
Elk ruilkaartspellensysteem heeft een reeks basisregels die de werking van het spel regelen. De basisregels beschrijven de doelstellingen van de spelers, de categorieën van kaarten die in het spel worden gebruikt en de manier waarop kaarten in het spel op elkaar inwerken. Daarnaast bevatten alle kaarten extra teksten die het effect van die specifieke kaart uitleggen. Over het algemeen vertegenwoordigen de kaarten ook een of ander specifiek element dat uit het genre van het spel of het bronmateriaal wordt afgeleid. De kaarten zijn geïllustreerd voor deze bronelementen, en de spelfunctie van de kaart kan op het onderwerp betrekking hebben. Magic: The Gathering bijvoorbeeld is gebaseerd op het fantasygenre, zodat veel van de kaarten mythische schepselen en magische spreuken vertegenwoordigen. In het spel heb je bijvoorbeeld draken die kunnen vliegen en in vergelijking met kleinere wezens sterke statistieken hebben.